# Сокури
Сокури (на корейски: 소쿠리) е кръгла, обримчена по края изтъкана кошница, изработена от фино нацепен бамбук. Използва се за прецеждане на измити зърна, сушене на зеленчуци или източване на пържена храна в Корея..
Сокури е с диаметър между 25 и 50 см и има изправен контур с размери около 4 cm.

## Галерия
- Райска ябълка и соя в сокури
- Донгте-джън в сокури